# Дідух Олександр Ігорович
Олекса́ндр І́горович Дідух (нар. 12 лютого 1982) — український настільний тенісист, багаторазовий чемпіон і володар Кубку України, переможець Спартакіади, Універсіади, чемпіон і призер багатьох міжнародних і національних змагань. Майстер спорту міжнародного класу.

## Життєпис
Народився 12 лютого 1982 року в селі Млинок Зарічненського району Рівненської області.
Закінчив Львівський державний університет фізичної культури.

## Олімпійські ігри
Учасник літніх Олімпійських ігор 2012 року в Лондоні (Велика Британія). У першому турі змагань переміг Марсело Аґієре (Парагвай), у другому — поступився представникові Австрії Вейксінґу Чену.